# Відносини Барбадос — Іспанія
Двосторонні відносини Барбадос — Іспанія — це двосторонні та дипломатичні відносини між цими двома країнами. Барбадос не має посольства в Іспанії, але його посольство в Брюсселі акредитоване в Іспанії. Іспанія не має постійного посольства в Барбадосі, але посольство Іспанії в порту Іспанії, Тринідаду та Тобаго акредитоване в Барбадосі, крім того Іспанія має почесне консульство в Бриджтауні.

## Історія

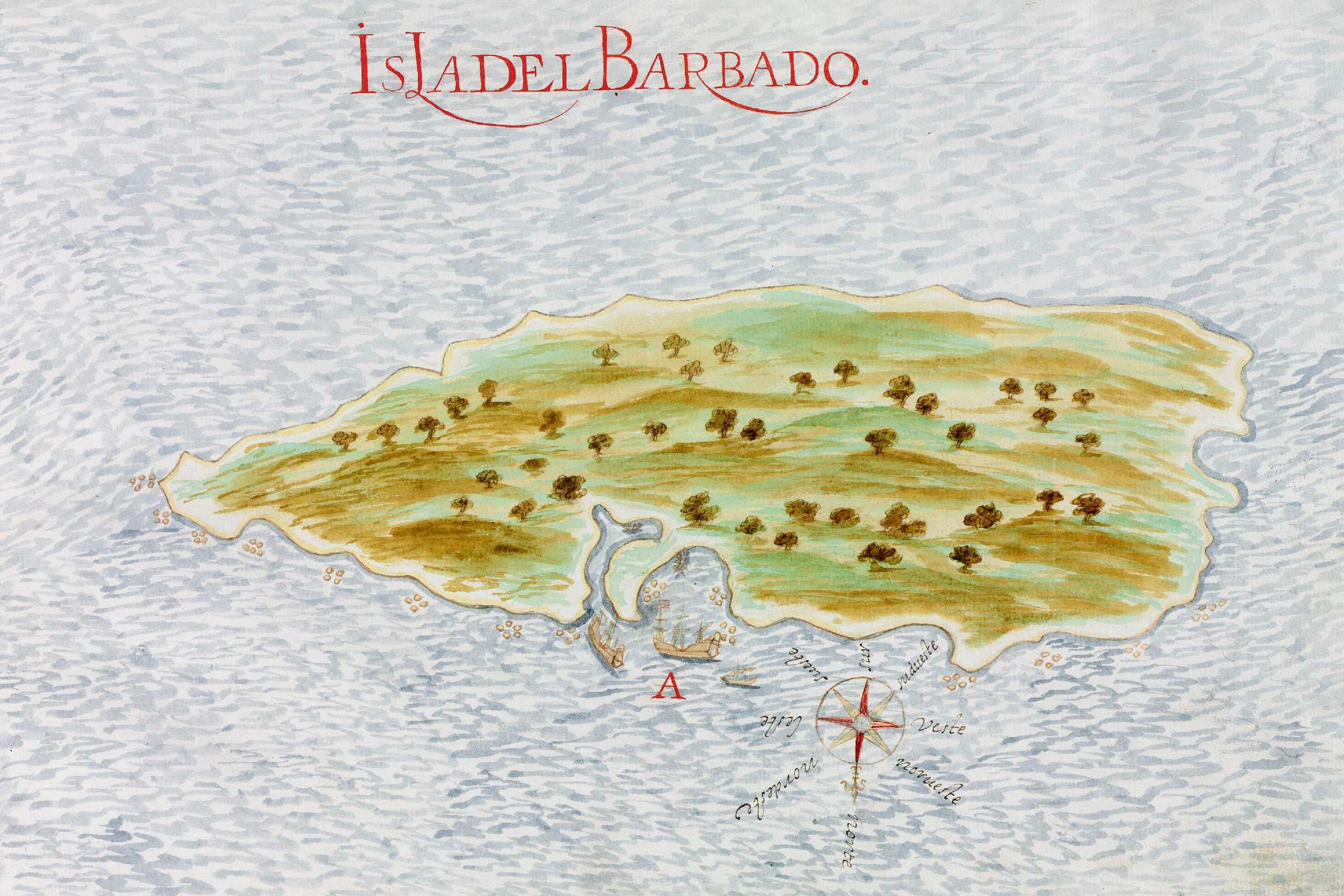
Іспанська карта «Острів Барбадо» 1632 рік.

За даними Кампоса в 1536 і 1550 роках офіційні хроністи Вест-Індії стверджують, що колумбійські експедиції почали рано досліджувати ці островні райони і що ці або похідні експедиції вже включали безліч Карибських островів (більші та менші) до корони Іспанії перед експедиціями корсарів. У період з 1536 по 1662 рік острів був окупований португальцями, а з 1620 року був окупований англійцями.
- Англія не мала законності чи дозволу щодо «права людей» того часу або Тордесільяського договору заселяти чи розпоряджатися суверенітетом в Америці, хоча острів із великими та глибокими печерами був притулком для піратів та корсарів.

Іспанські хроністи подають мало історичних новин про аборигенних мешканців цих островів, за винятком згадки, що деякі острови були заселені індіанцями, яких доповідачі називали `` Кариби , чия культура була людожерською, а також населена на них `` архіпелагів (Spanish seafaring voice, 16 століття) , що часто є основною причиною депопуляції іспанців після відмови від `` заселення  внаслідок різних інцидентів з цими або з корсарами. Острів фігурує на старих картографічних картах, поширених в Європі, що має назву `` Острів Барбудос , включаючи ці райони із загальною назвою `` caníbales insulae :
- Острів Трійці, Тобаго, Гренада, Гранадильйос, Бекія, Сан-Вісенте, Сент-Люсія, Мартиніно, Домініка, Марігаланте, Сантос, Гваделупе, Десеада, Антигуа, Монсеррат, Барбада, Барбудос та багато інших.

Антоніо де Еррера-і-Тордесильяс також згадує острів  (1516—1519) , кажучи:
|  | ... і що індіанці, яких привезли з острова Барбудос, і Гігантес, були в Еспаньйолі, так само, як тубільці, і з тим самим поводженням: я б віддав перевагу всім, хто намагається робити містечка, заводи з виробництва цукру, шовку та іншого, щоб острів був заселений, і щоб усі сусіди відчули полегшення, наскільки це було можливо, і я намагався, щоб боржників чекали своїх кредиторів, не сильно тиснучи на них. (...) |

- Матрос і картограф Хуан Ескаланте де Мендоса намалював цей острів серед поразки Атлантики.

## Дипломатичні відносини
Резидент посольства в порту Іспанії (Тринідад і Тобаго) акредитований перед адміністрацією Барбадосу. Посол Хав'єр Марія Карбахоса Санчес вручила вірчі грамоти генерал-губернатору Барбадосу у вересні 2017 року.

## Співпраця
До літа 2012 року читач Іспанського агентства з міжнародного співробітництва в галузі розвитку (AECID) працював в Університеті Вест-Індії (UWI) в Барбадосі, викладаючи іспанську мову та організовуючи програму обміну студентами з Барбадосу та Іспанії. Починаючи з 2015 року, ця іспанська лекція була знову відновлена в університеті Барбадосу.